# 奥罗德
奥罗德（法語：Hohrod，法語發音：[ɔʁɔd] ⓘ）是法国上莱茵省的一个市镇，属于科尔马-里博维莱区。

## 地理
奥罗德（48°3'15"N, 7°7'29"E）面积5.49 平方千米，位于法国大東部大區上莱茵省，该省份为法国东部内陆省份，是阿尔萨斯的一部分，今与下莱茵省组成了阿尔萨斯欧洲集体，其北临下莱茵省，西接孚日省，西南接贝尔福地区省，东侧沿莱茵河与德国相望，南与瑞士接壤。
与奥罗德接壤的市镇（或旧市镇、城区）包括：曼斯泰、吕唐巴克普雷曼斯泰、甘斯巴克、奥尔贝、苏尔策伦、什托斯维尔。
奥罗德的时区为UTC+01:00、UTC+02:00（夏令时）。

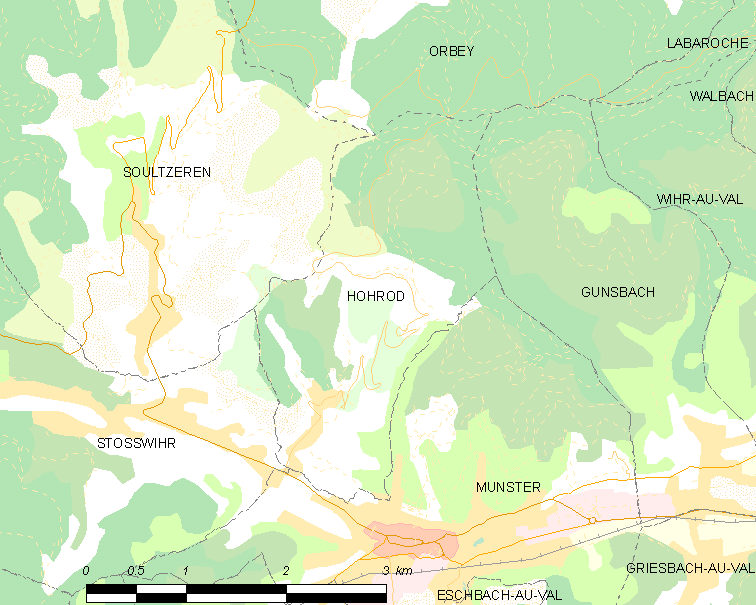
奥罗德的OSM定位图

## 行政
奥罗德的邮政编码为68140，INSEE市镇编码为68142。

## 政治
奥罗德所属的省级选区为温策奈姆县。

## 人口

1962-2008年间奥罗德人口变化图示

奥罗德于2022年1月1日时的人口数量为358人。